# Montemaggio
Il Montemaggio o Monte Maggio è un rilievo della Toscana centrale di 672 metri s.l.m..

## Storia
Alle pendici del monte gli archeologi hanno rinvenuto i resti di un villaggio etrusco. Sulla cima è inoltre presente quanto rimane di un antico dongione costruito a guardia o a difesa della zona. Nel corso della Resistenza vi fu perpetrato l'eccidio di Montemaggio, nel quale morirono 19 giovani partigiani.

## Accesso alla cima
Il Montemaggio può essere raggiunto percorrendo la Via Francigena, che transita nei pressi della montagna.